# Aulnoye-Aymeries
Aulnoye-Aymeries – miejscowość i gmina we Francji, w regionie Hauts-de-France, w departamencie Nord.
Według danych na rok 1990 gminę zamieszkiwały 9882 osoby, a gęstość zaludnienia wynosiła 1141 osób/km² (wśród 1549 gmin regionu Nord-Pas-de-Calais Aulnoye-Aymeries plasuje się na 83. miejscu pod względem liczby ludności, natomiast pod względem powierzchni na miejscu 406.).